# 中華民國—捷克關係
中華民國與捷克斯洛伐克於1930—1949年有官方外交關係，斷交後直至1990年代與現今的捷克共和國互設具大使館功能的代表機構。捷克政府採行「一個中國」政策，但大致維持與兩岸政府平衡接觸交往，並堅持以和平方式解決兩岸爭議。近年來，在經貿、文教、科技、觀光等領域交流頻繁，雙邊實質關係穩定。哈維爾在捷克總統任內及卸任後，對中華民國採取友好態度，雙方政府官員與國會議員至今亦常互訪。

## 政治

### 外交
1930年2月12日，中華民國與捷克斯洛伐克共和國建立公使級外交關係。
1931年，於首都布拉格設立中華民國駐捷克斯洛伐克共和國公使館、於首都南京設立捷克斯洛伐克共和國駐中華民國公使館，並互派公使，中華民國初期由駐波蘭公使兼任。
1939年，納粹德國佔領捷克斯洛伐克後，中華民國公使停派，改調駐羅馬尼亞，而捷克斯洛伐克公使館也被納粹德國強行接收，兩國中斷外交關係。由納粹德國扶植的斯洛伐克國尋求满洲国承認其獨立地位，6月1日，滿洲國承認斯洛伐克國獨立並建交。
1941年8月26日，中華民國承認位於英國首都倫敦的捷克斯洛伐克流亡政府，並在英國設立公使館，由駐荷蘭公使兼任。
1942年，捷克斯洛伐克公使館在重慶重新開館。
1944年7月25日，兩國公使館升格為大使館，並互派大使，中華民國初期由駐荷蘭大使兼任。1945年5月，納粹德國投降，7月30日，中華民國大使館正式復館。
1949年10月1日，中華人民共和國成立於北京；10月5日，捷克斯洛伐克予以承認並建交，中華民國便宣布斷交閉館。
1950－1990年代的冷戰期間，中華民國在意識形態和制度上均偏向以美國為首的資本主義陣營，復加上以蘇聯為首的共產集團國家的封閉，使雙方幾乎沒有往來。
1960年7月11日，捷克斯洛伐克共和國更改國名為捷克斯洛伐克社会主义共和国。

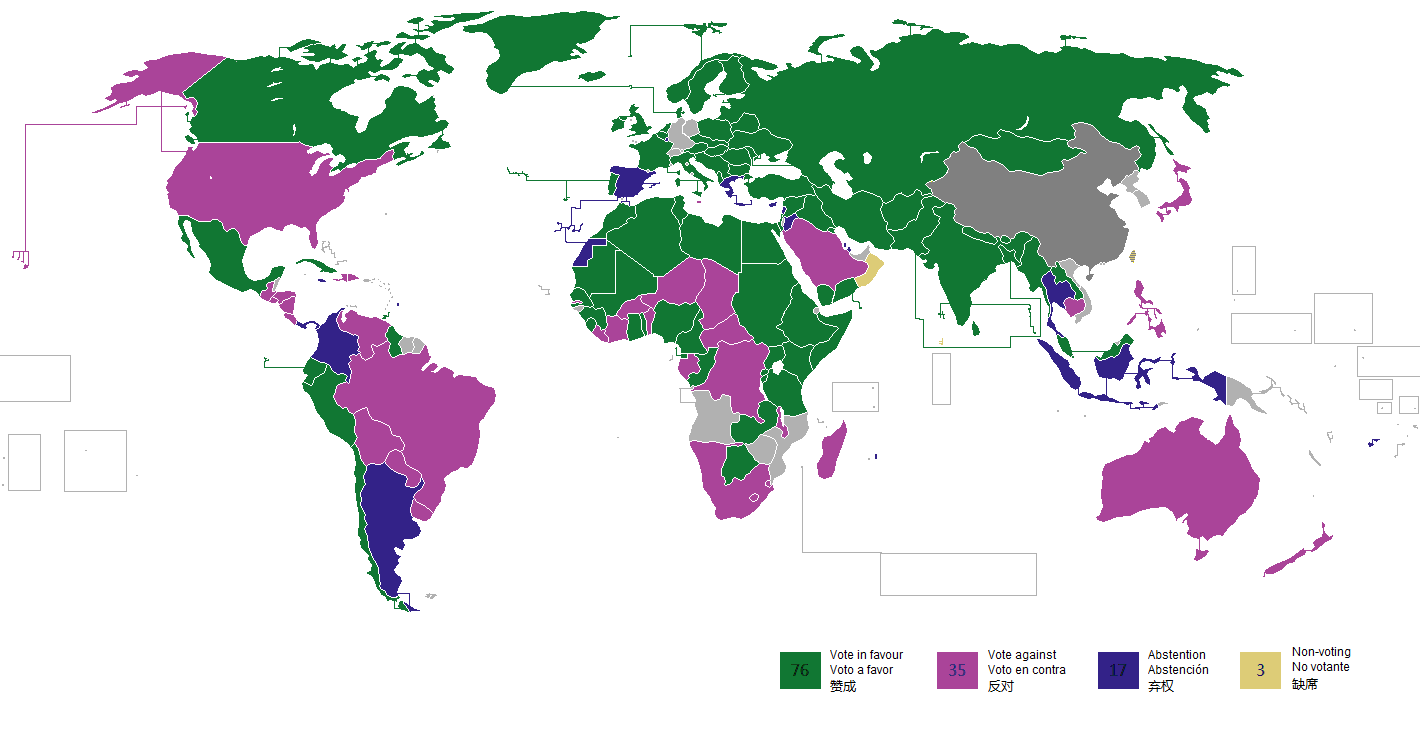
綠色國家表示在1971年的投票中反對中華民國續留聯合國，即《聯合國大會2758號決議》，其中包括當時的捷克斯洛伐克社會主義共和國。

1971年10月25日，身為共產陣營成員及蘇聯衛星國之一的捷克斯洛伐克社會主義共和國投票支持中華人民共和國加入聯合國。（即中國代表權問題、《聯合國大會2758號決議》）
1989年11月，天鵝絨革命後，促進了捷克斯洛伐克社會主義共和國的民主化與政權和平移轉，並改國號為捷克斯洛伐克聯邦共和國。1993年1月1日，斯洛伐克宣布獨立、捷克更改國名為捷克共和國，聯邦體制瓦解。在捷克轉型為民主國家並重新對外開放後，雙方始恢復往來。
2019年1月14日，布拉格市長賀吉普透過Twitter表示，有意與北京重新協商在2016年3月簽署的姐妹市協定中，有關一個中國政策和台灣屬於中國領土的條款；18日，在受訪時指出，布拉格與北京締結姐妹市的「一中條款」是中方當時開出的條件，但北京與其它姐妹市並沒有包含這樣的條款，實在看不出保留的必要性。只要布拉格市議會決定廢止這個條款，他會和北京協商，如果談判失敗只好退出姐妹市協定。10月7日，布拉格市政會議宣布解除與北京的姊妹市關係，但仍須市議會表決，預料會順利通過。12月12日與24日，布拉格市議會與臺北市議會先後通過締結為姊妹市。2020年1月13日，台北市長柯文哲與布拉格市長賀吉普於布拉格市政廳簽署姊妹市協定。14日，與布拉格締結為姊妹市的上海宣布立即解除關係並暫停一切官方往來。
2020年5月20日，中華民國總統蔡英文連任就職，捷克參議院副議長霍斯卡，以及布拉格市長賀吉普表達祝賀。
2020年10月12日，總統蔡英文受邀在第24屆公元兩千論壇開幕發表視訊演說，是中華民國現任總統首次參與該論壇。
2020年11月11日，捷克參議院議長韋德齊連任，總統蔡英文、副總統賴清德，以及立法院長游錫堃表達祝賀。
2021年4月2日，臺灣太魯閣號列車發生事故，造成重大傷亡，捷克參議院議長韋德齊、外交部長佩崔切克均表達哀悼之意。
2021年10月6日，中華民國國慶活動在美國雙橡園提前舉行，捷克駐美國大使柯蒙尼契克親自參加，是在場唯一的非中華民國邦交國駐美國大使。28日，捷克駐美國、駐法國大使館分別邀請中華民國駐美國代表蕭美琴、駐法國代表吳志中出席捷克國慶酒會，並與捷克駐美國大使柯蒙尼契克、駐法國大使佛萊希曼會面。
2022年4月13日，捷克外交部長利帕夫斯基接受媒體訪問時表示，台灣是捷克的主要投資者，創造許多工作機會，捷克計畫強化雙邊的經貿關係，例如半导体研發，台灣是全球相關領域的先驅；全球民主國家應該團結，其中包括台灣，對台灣「被中國霸凌」感到理解，強調現在是歐盟盡可能幫助像台灣這樣的民主國家的時候了。
2023年1月30日，中華民國總統蔡英文與捷克總統當選人帕維爾通話。帕維爾透過Twitter肯定台捷共享自由、民主、人權等價值觀，樂見雙邊在各領域交流密切，並表示「希望未來有機會能與蔡總統見面」。31日，捷克總理對於中華人民共和國批評通話一事回應，捷克是主权国家，官員可以打電話與會見任何他們所喜歡的人，中國做為一個主要貿易夥伴，應該受到尊重，但捷克與台灣在好幾項領域擁有良好關係，並強調捷克與中國的關係並沒有改變。
2024年1月13日，中華民國總統選舉結束後，捷克總統帕維爾、參議院議長韋德齊、眾議院議長艾達莫娃、副總理兼衛生部長瓦雷克皆表示祝賀。帕維爾也是歐洲首位公開祝賀的國家元首。
2024年4月3日，臺灣東部發生大地震，捷克參議院議長韋德齊在X（原Twitter）發文對罹難者表示哀悼，並願所有傷者，同時期待台灣快速復原。
2025年7月10日，捷克總統帕維爾出席在罗马舉行的「烏克蘭重建會議」，演講時提到與台灣簽署的合作援烏案，表示其為志同道合民主體系間的合作典範。

#### 支持中華民國參與國際組織
1994年，捷克在聯合國大會的總辯論中提出「會籍普遍化原則」，間接呼應中華民國參與聯合國。
1995年10月，捷克總統哈維爾在第50屆聯合國大會記者會中發言支持中華民國加入聯合國。
1997、1998、1999、2001年，捷克在聯合國大會的總辯論中，為中華民國參與聯合國案執言。
2006年4月，捷克眾議院過半數議員連署支持台灣取得世界衛生大會觀察員資格，並有意義、制度化參與世界衛生組織（WHO）。
2009年5月8日，擔任歐盟輪值主席國的捷克發表聲明歡迎中華台北受邀以观察员身份參加第62屆世界衛生大會（WHA）。
2019年5月，55名捷克眾議院議員、捷克參議院副議長等25名議員、布拉格市長賀吉普分別連署致函WHO呼籲邀請台灣出席WHA。
2020年5月，捷克參議院外交、國防暨安全委員會以及衛生暨社會政策委員會通過支持臺灣參與WHO與WHA的決議案，這是捷克國會相關委員會近年來首度通過支持台灣參與WHO的決議案。
2021年4月，捷克參議院以58比0通過支持臺灣參與WHA所有會議、機制和活動的決議案。
2022年5月，捷克參議院外交、國防暨安全委員會通過支持台灣參與WHO、联合国气候变化框架公约（UNFCCC）、国际民用航空组织（ICAO）、国际刑警组织（INTERPOL），外交部長利帕夫斯基、衛生部政務次長波利卡（Padek Policar）到場見證。後提交參議院全院審議並表決通過。眾議院議長艾達莫娃以及歐洲34國、共計1,504位國會議員，聯名致函WHO幹事長谭德塞，支持台灣出席WHA與WHO的會議、機制與活動。捷克駐聯合國日內瓦常任代表巴雷克（Vaclav Balek）在WHA發言表示「捷克全力支持台灣以觀察員身分參與WHA」。
2023年5月，捷克參議院再次通過決議案支持台灣參與WHO等國際組織。捷克經濟文化辦事處、澳洲辦事處、英國在台辦事處、加拿大駐台北貿易辦事處、德國在台協會、日本台灣交流協會、立陶宛貿易代表處、美國在台協會發佈聯合新聞稿，支持台灣有意義地參與WHO，並以觀察員身分參與WHA。
2024年5月，捷克經濟文化辦事處、澳洲辦事處、英國在台辦事處、加拿大駐台北貿易辦事處、德國在台協會、日本台灣交流協會、立陶宛貿易代表處、美國在台協會發佈聯合新聞稿，支持台灣有意義地參與WHO，並以觀察員身分參與WHA。
2025年5月，捷克衛生部立法暨法律事務總司長波利卡（Radek Policar）在WHA表示，捷克完全支持賦予台灣觀察員身分參加WHA，這將充分體現本屆大會主題「共創健康世界」（One World for Health）。捷克經濟文化辦事處、澳洲辦事處、英國在台辦事處、加拿大駐台北貿易辦事處、德國在台協會、法國在台協會、日本台灣交流協會、立陶宛貿易代表處亦發佈聯合新聞稿，重申支持台灣的參與。

#### 人員互訪（1990年至今）
僅列舉部分名單：
中華民國：總統夫人曾文惠、前總統李登輝、蔡英文、前副總統呂秀蓮、副總統當選人蕭美琴、立法院長游錫堃、立法院副院長洪秀柱、總統府資政彭明敏、劉兆玄、胡為真、江宜樺、總統府國策顧問詹啟賢、陳唐山、政務委員楊世緘、外交部長胡志強、歐鴻鍊、吳釗燮、國防部長蔣仲苓、財政部長李述德、經濟部長杜紫軍、科技部長吳政忠、銓敘部長朱武獻、外交部政務次長徐斯儉、關稅總局長簡良機、國際貿易局長林義夫、黃志鵬、衛生署長陳建仁、環境保護署長陳重信、勞工委員會主任委員陳菊、文化建設委員會主任委員陳其南、翁金珠、盛治仁、國家科學委員會主任委員劉兆玄、李羅權、國家發展委員會主任委員龔明鑫、研究發展考核委員會主任委員朱景鵬、國家通訊傳播委員會主任委員蘇蘅、臺灣聯合大學系統總校長曾志朗、台北市長柯文哲。
1995年6月，行政院長連戰訪問捷克，先後會見捷克總理克勞斯、總統哈維爾。
2001年11月，中華民國總統夫人吳淑珍訪問捷克，受到總統哈維爾的款待，並親自為吳淑珍推著輪椅逛博物館。
捷克：總統夫人哈維爾、哈維洛娃、前副總理季勒聶茲、助理副總理馬克思（Arnost Marks）、國家銀行總裁托洛夫斯基、外交部次長杜部、財政部次長瑞林卡（Ladislav Zelinka）、內政部次長梅拉哈羅娃、文化部次長克隆塔利、塔立許、衛生部次長波杭卡、斯拉摩（Petr Slama）、工業暨貿易部次長庫普卡（Václav Kupka）、霍沃卡（Milan Hovorka）、諾瓦特（Tomáš Novotný）、巴托（Vladimír Bartl）、汪德拉謝克（Marek Ondrousek）、科技研究暨創新部次長哈利科娃（Jana Havlikova）、教育青年暨體育部次長維多娃、民航局長卜羅賀（Jindich Ploch）、投資暨商業發展局長庫確瑞、競爭保護局主席斐奇那、參議院副議長皮哈特、霍斯卡、舒伯卡、魯斯基卡、參議院外交委員會主席冉托斯基（M. Zantousky）、賈拉巴、參議院外交國防暨安全委員會主席賽坤斯、瑞格茨、費歇爾、參議院官員公務活動常務委員會主席薛甘妮諾娃、參議院衛生暨社會政策委員會主席柯里巴、康特、參議院國家經濟農業暨交通委員會主席布拉茨基、參議院公共行政區域發展暨環境委員會主席林哈特、參議院教育科學文化人權暨請願委員會主席德拉霍斯、眾議院副議長帕卡諾娃、卡斯狄克、巴圖謝克、眾議院外交委員會主席施瓦岑貝格、傑尼雪克、眾議院預算委員會主席索布卡、眾議院安全委員會主席札榷克、眾議院憲法暨法律委員會主席班達、通訊傳播委員會主席德弗札克、科學院長帕切斯、國家博物館長盧可斯、中波西米亞州長班鐸、維索基納州長別侯內克、布拉格市長賀吉普。
2004年1月17日，捷克前總統哈維爾夫婦應邀訪台，除會見中華民國總統陳水扁夫婦，並接受國立政治大學贈予名譽博士學位，以及出席臺灣民主基金會演講、與藝文界人士座談。11月19日，哈維爾夫婦再度應邀訪台，除會見總統陳水扁、副總統呂秀蓮，並被授予一等景星勳章、接受國立政治大學贈予名譽文學博士學位，以及出席台灣民主基金會演講、與藝文界人士座談。
2023年3月25日，捷克眾議院議長艾達莫娃率領約160人的訪問團搭乘政府專機訪台，立法院長游錫堃、外交部長吳釗燮前往接機。期間會見中華民國總統蔡英文、行政院長陳建仁，以及在立法院與國立臺灣大學發表演說，並出席第18屆台捷經濟合作會議。對於中華人民共和國批評這是錯誤決定並提出警告，艾達莫娃先前表示，捷克遵守「一个中国」政策，然而要怎麼做，由捷克自行決定。捷克是個主权国家，有權維持包括台灣在內的夥伴間的交流。

##### 捷克參議院議長訪台始末

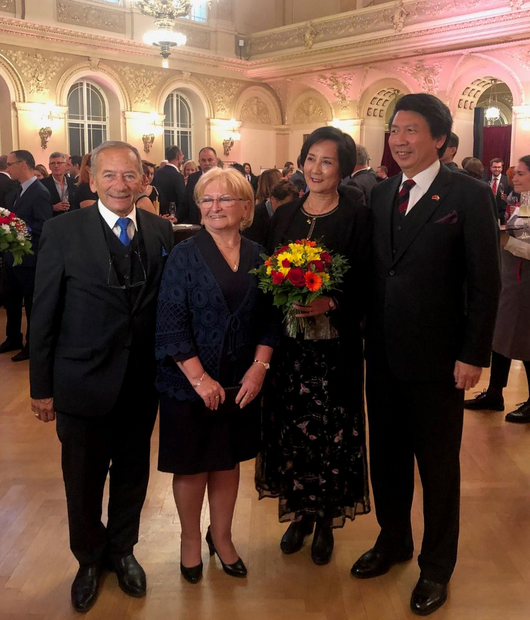
2019年10月，駐捷克代表汪忠一（右）夫婦與捷克參議院議長柯佳洛（左）夫婦合影於中華民國國慶酒會。

2019年10月9日，捷克參議院議長柯佳洛出席駐捷克臺北經濟文化辦事處在布拉格舉辦的國慶酒會，並表示計畫在隔年初訪台，時間預定在2020年中華民國總統選舉後。捷克总统與總理以影響對中華人民共和國關係為由反對（以下權稱中國），外交部長則表明無意干涉。但柯佳洛於2020年1月20日猝逝，中華民國外交部表達深切哀悼之意，並由駐捷克代表柯良叡向家屬致哀，外交部長吳釗燮也親自致電捷克駐台代表Patrick Rumlar表示哀悼。1月31日，吳釗燮代表中華民國總統蔡英文前往駐台北的捷克經濟文化辦事處，在弔唁簿上留言致哀。2月19日，《路透社》披露中國駐捷克大使館在1月20日向捷克總統府發函表態，若參議院議長柯佳洛按原計畫2月率團訪問台灣，中國將施壓捷克企業。3月初，新任參議院議長韋德齊證實，在柯佳洛的遺物中發現中國施壓的信；捷克總理巴比斯亦證實，中國駐捷克大使张建敏曾致函威脅捷克政府以阻止柯佳洛訪台，稱捷克將為此付出慘痛代價，讓巴比斯無法接受，要求撤換張建敏。4月26日，捷克電視台播出的「168小時」專訪節目中，柯佳洛的妻子薇拉（Vera Kubera）與女兒溫杜拉（Vendula Vinšová）說出柯佳洛被施壓的細節，指出捷克總統府與中國駐捷克大使館曾不斷威脅他取消訪台，甚至還寄出內容涉及家人安危的威脅信。柯佳洛猝逝前三天，在中國大使館的農曆新年晚宴上還曾警告妻子「千萬別吃中方提供的餐食飲料」。薇拉還強調，柯佳洛到死前都堅持訪台。29日，參議院議長韋德齊表示，如果最後決定訪問台灣，不是為了報復，而是展現捷克的國格與對自由民主的重視。對此，捷克外交部長佩崔切克則表示，訪台的影響大家都很清楚，不建議、但也不會阻止。5月20日，捷克參議院以50比1票數通過決議，譴責中國對有意訪台的時任議長柯佳洛有所施壓，並指出捷克國會議員訪問台灣符合捷克長期的外交利益，支持議長在企業代表的陪同下訪問台灣。6月9日，參議院議長韋德齊宣布他將與政治、企業和科學界人士在8月30日訪問台灣。24日，韋德齊在捷克《今日青年先鋒報》的影音專訪表示「台灣是一個事實獨立而且自由的國家」。8月12日，美國國務卿蓬佩奧於捷克參議院發表演說，對於也在現場並即將訪台的議長韋德齊，蓬佩奧表示支持，直呼「不錯嘛！」（good on him）。20日，欧洲议会「對中國關係代表團」團長比蒂科夫與副團長史雅琪發表聯合聲明，支持韋德齊訪臺，完成已故議長柯佳洛訪臺的遺願。25日，由2名歐洲議會議員領銜，並獲歐洲議會友臺小組主席凱勒、美國聯邦參議員魯比歐，以及德國、法國、英國、立陶宛、愛沙尼亞、斯洛伐克、加拿大、澳洲等68名跨國國會議員連署發表聯合聲明，強力支持韋德齊訪臺，並譴責中國施壓已故議長柯佳洛要求切勿訪臺的蠻橫干預。中国驻捷克大使馆對韋德齊訪台表示反對，而韋德齊則回應「此次出访是延续前总统哈维尔與前外交部长丁斯特比爾建立的外交传统，也就是捍衛自由與民主。捷克与民主国家合作，不管他人同意与否。」

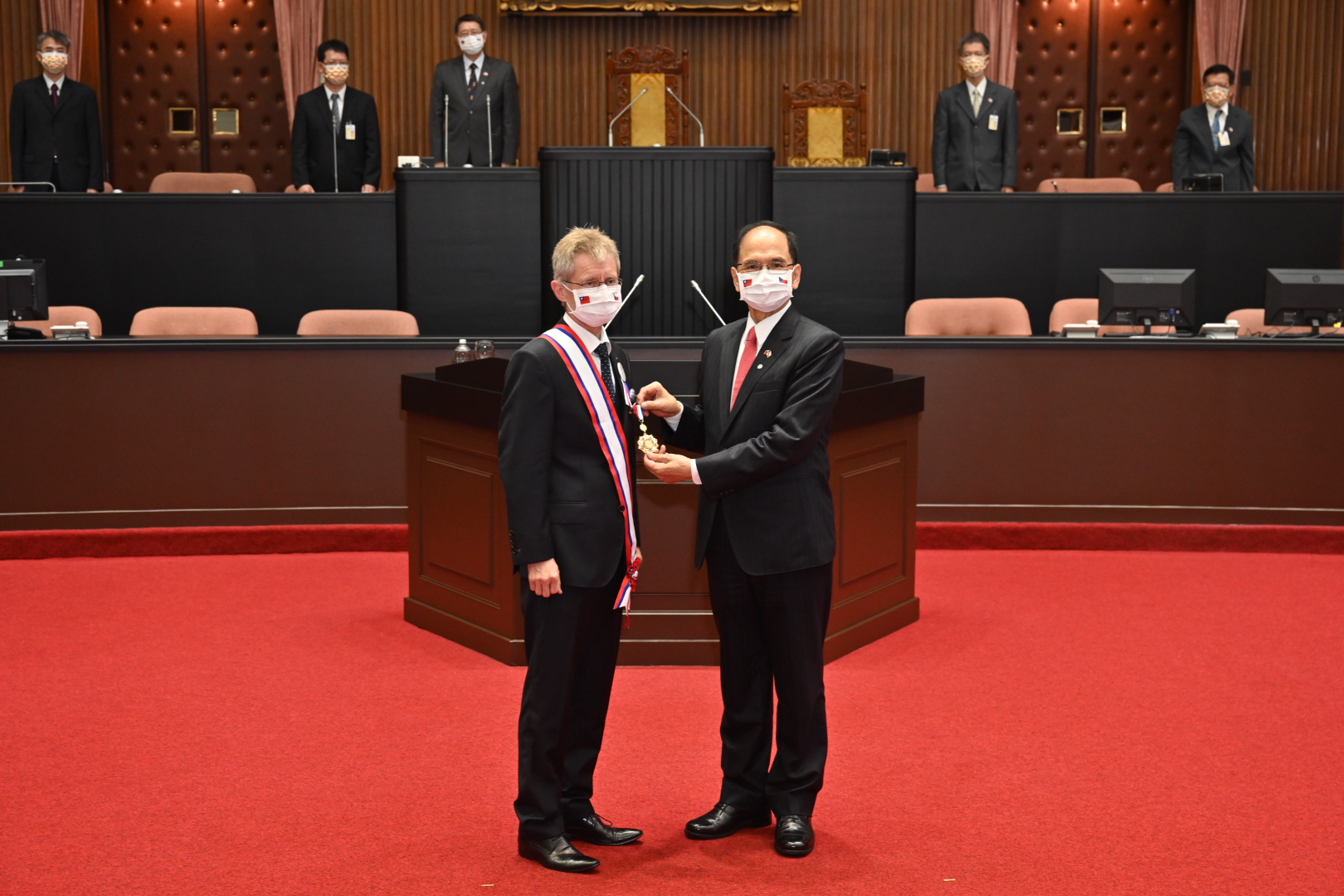
中華民國立法院長游錫堃頒贈國會外交榮譽一等獎章予捷克參議院議長韋德齊。

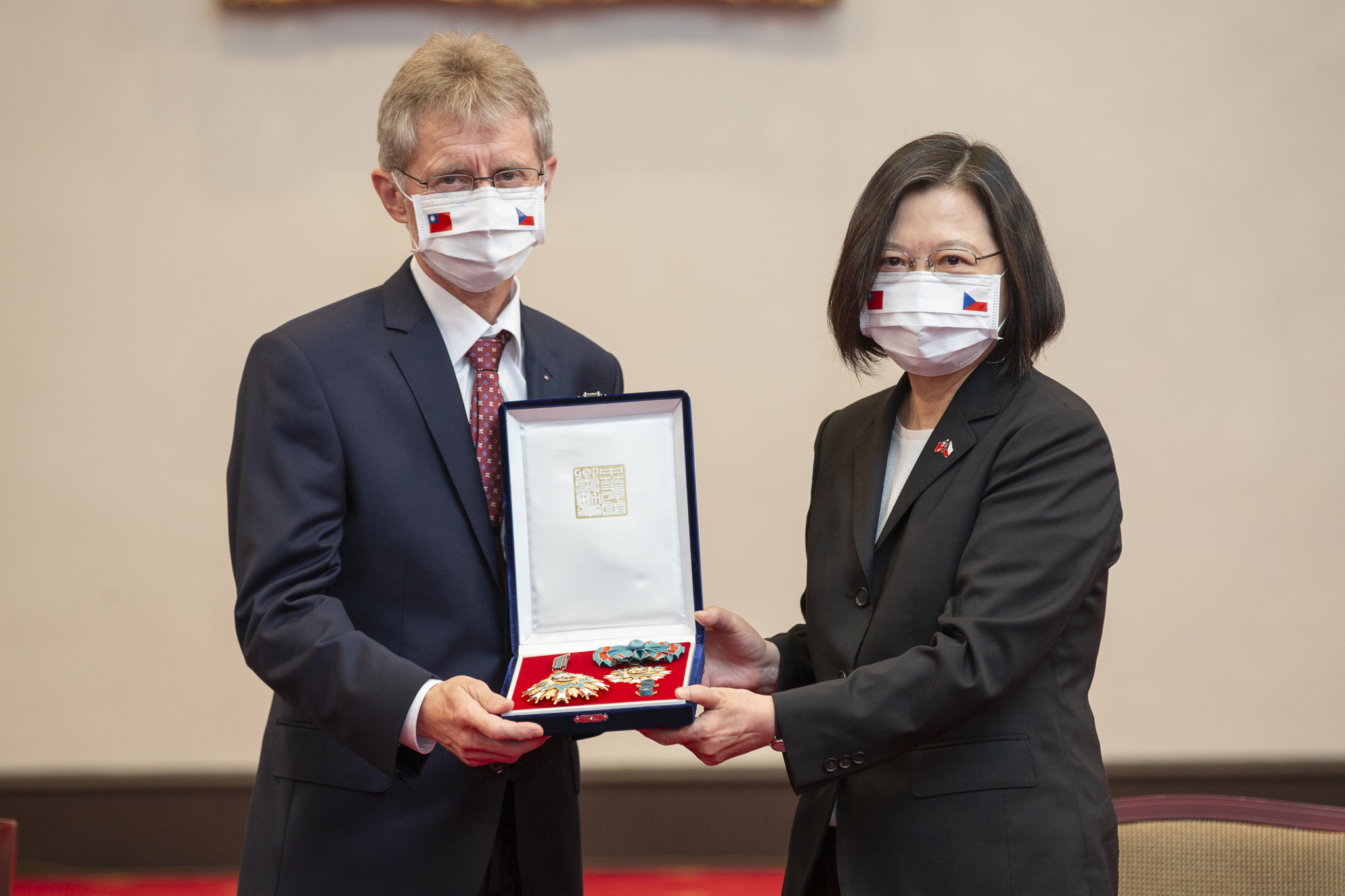
中華民國總統蔡英文追贈特種大綬卿雲勳章予捷克參議院故議長柯佳洛，由韋德齊代表接受。

2020年8月30日，韋德齊夫婦率領89人的訪問團搭乘中華航空包機直飛台灣訪問6日，由外交部長吳釗燮前往桃園國際機場迎接，有鑑於2019冠状病毒病疫情，全團登機前都提供核酸檢測的陰性證明。韋德齊是捷克訪臺層級最高的現任政治人物，此行除會見總統蔡英文，以及政府高層官員，並前往國立政治大學與立法院發表演說，接受立法院長游錫堃頒贈國會外交榮譽一等獎章與紀念議事槌，出席臺捷經貿投資論壇，以及台美日歐共同舉辦的重組供应链論壇等。蔡英文也追贈已故議長柯佳洛特種大綬卿雲勳章表達最高敬意，由韋德齊代表接受，原規劃一同訪臺的柯佳洛妻子薇拉因為健康因素無法參與，但透過影片表示感謝。對於中國外交部長王毅表示「在臺灣問題上挑战一个中国原则…中国政府和中国人民决不会听之任之、坐视不管，一定要让其为自己的短视行为和政治投机付出沉重代价。」「中方必须要告诉捷克参议长：你过线了！」的談話，捷克外交部長派提賽克回應將召見中國大使要求提出解釋，並言「這趟行程一定會影響我們與中國的關係，但我認為這（番言論）已經過頭了。」韋德齊則表示「我們是一個自由的國家，尋求與所有國家保持良好的關係，我相信，無論部長的聲明如何，將來都是如此。讓我再度重申一次，此行絕不是要在政治上與任何人對抗。」「大家都是自願訪問台灣，認為這是正確的事。」「我當然不高興也不太喜歡這樣的表達方式，每個國家都有對一個中國原則的理解方式，我個人認為此次訪問台灣沒有違反捷克與中國的協定。」斯洛伐克總統、斯洛維尼亞總理、捷克籍歐盟執委會副主席喬霍瓦、德國外交部長馬斯、法國外交部發言人、皆表態聲援捷克。9月4日，訪問團結束行程搭機離台。
韋德齊返回捷克後，在機場受到民眾迎接，其中有以捷克文書寫「我們是台灣人」（MY JSME TCHAJWANCI）的標語，呼應韋德齊訪台期間在立法院演說時以中文說出「我是台灣人」這句話。韋德齊隨後前往參議院向捷克民眾報告訪台成果，並言「接下來就看政府要築的是障礙還是橋」。9月6日，對於捷克總統齊曼批評訪台之舉「像個男孩般挑釁中國」，將不會邀請韋德齊參加捷克的高層外交政策官員會議，以及總理巴比斯批評此行將政治與商業混為一談，並違反一中原則，現在捷克正等著中國的反應，也不欣賞韋德齊自認能「拉直捷克共和國的脊椎」。韋德齊在與巴比斯同台接受美國有线电视新闻网（CNN）專訪時，反駁齊曼的「3個謊言」。第1個是齊曼僅說「不建議去台灣」，並沒有表示「不准」，第2個是齊曼對會議的見解有錯，韋德齊最後說「最令我遺憾的第3個謊言，是指控我稱『台灣是一個獨立國家』，這不是真的，我在台灣就已經說過，我不會干涉（統獨議題），這是捷克政府的事。」受到訪台事件影響，捷克鋼琴製造商佩卓夫表示，確實有中國客戶因此為由，臨時取消總值530萬捷克克朗（約700萬新臺幣）的訂單，並擔心雙邊關係惡化恐影響未來在中國的銷售。後已恢復對中國的業務。

### 代表機構
1991年7月4日，中華民國與捷克斯洛伐克達成相互設處協議。
1991年8月7日，中華民國於捷克斯洛伐克首都布拉格設立具大使館功能的駐捷克臺北經濟文化辦事處。
1993年1月1日，捷克斯洛伐克解體。11月18日，捷克於中華民國首都台北市設立類似功能的捷克經濟文化辦事處，是東歐各國中首先在台設處的國家，並授權辦理簽證業務。

#### 事件
2019年3月，駐捷克代表汪忠一出席捷克工業暨貿易部國際貿易司舉辦的會談，卻遭到中華人民共和國駐捷克大使張建敏以捷克總統齊曼日後訪問中國行程要脅，迫使捷克工貿部委婉請汪忠一離席。對此，捷克總理巴比斯於4月10日表示，工貿部長諾娃科娃將離職。

## 經濟

### 貿易

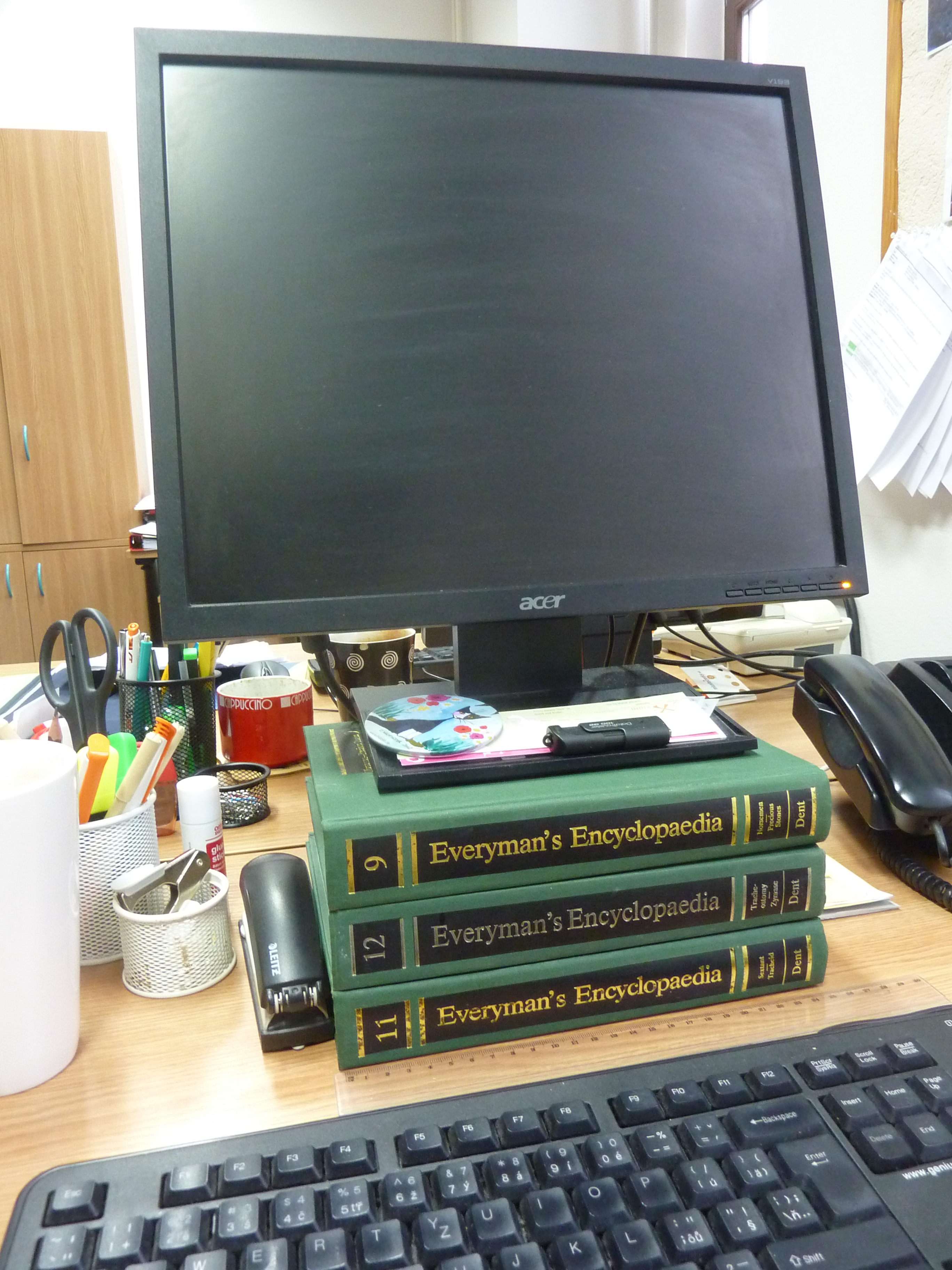
捷克馬薩里克大學語言中心內的臺灣品牌acer電腦螢幕

經濟部國際貿易署於首都布拉格設立駐捷克代表處經濟組。
| 年分 | 貿易總額      | 貿易總額 | 貿易總額 | 出口至捷克    | 出口至捷克 | 出口至捷克 | 自捷克進口  | 自捷克進口 | 自捷克進口 | 順逆差 |
| 年分 | 金額          | 年增減   | 排名     | 金額          | 年增減     | 排名       | 金額        | 年增減     | 排名       | 順逆差 |
| ---- | ------------- | -------- | -------- | ------------- | ---------- | ---------- | ----------- | ---------- | ---------- | ------ |
| 2017 | 738,521,279   | ▲14.5%   | 46       | 451,946,609   | ▲11.6%     | 39         | 286,574,670 | ▲19.5%     | 47         | 順差▲  |
| 2018 | 801,318,133   | ▲8.5%    | 45       | 462,515,524   | ▲2.3%      | 39         | 338,802,609 | ▲18.2%     | 46         | 順差▼  |
| 2019 | 819,022,914   | ▲2.2%    | 45       | 454,428,317   | ▼1.7%      | 39         | 364,594,597 | ▲7.6%      | 41         | 順差▼  |
| 2020 | 890,791,124   | ▲8.8%    | 42       | 520,783,801   | ▲14.6%     | 35         | 370,007,323 | ▲1.5%      | 46         | 順差▲  |
| 2021 | 954,401,875   | ▲7.1%    | 46       | 529,286,589   | ▲1.6%      | 40         | 425,115,286 | ▲14.9%     | 49         | 順差▼  |
| 2022 | 1,147,594,701 | ▲20.2%   | 46       | 682,873,000   | ▲29.0%     | 38         | 464,721,701 | ▲9.3%      | 48         | 順差▲  |
| 2023 | 1,218,439,414 | ▲6.2%    | 41       | 659,620,765   | ▼3.4%      | 34         | 558,818,649 | ▲20.2%     | 42         | 順差▼  |
| 2024 | 2,373,380,769 | ▲94.8%   | 33       | 1,771,112,198 | ▲168.5%    | 21         | 602,268,571 | ▲7.8%      | 42         | 順差▲  |

2023年的兩國貿易項目如下：
出口至捷克的前10大項目為：特定用途機器之零件與附件；自動資料處理機、磁性或光學閱讀機；電話機（包括智能手机），以及其他傳輸或接收聲音、圖像之有線或通訊器具；車輛之零件與附件；碟片、磁带、固態非揮發性儲存裝置、智慧卡與其他錄音或錄製之媒體；手工具、噴燈、老虎钳、夹子、砧、手提鍛爐、磨輪；印刷電路；鋼鐵製螺釘、螺栓、螺帽、螺旋鈎、車用螺釘、鉚釘、橫梢、開口梢、墊圈與類似製品；熱軋之不鏽鋼條與桿；集成电路等。
自捷克進口的前10大項目為：小客車與其他主要設計供載客之機動車輛；光学显微镜以外之顯微鏡、繞射器具；合金鐵；計量或檢查用儀器與器具、定型投影機；機動車輛所用之零件與附件；電話機（包括智能手机），以及其他傳輸或接收聲音、圖像之有線或無線網絡通訊器具；自行車或機動車輛用之電氣照明或信號設備、擋風板刮刷器、去霜或去霧器；內科、外科、牙科或兽医用儀器與用具；自動資料處理機、磁性或光學閱讀機；控電或配電用板或櫃等。

### 投資

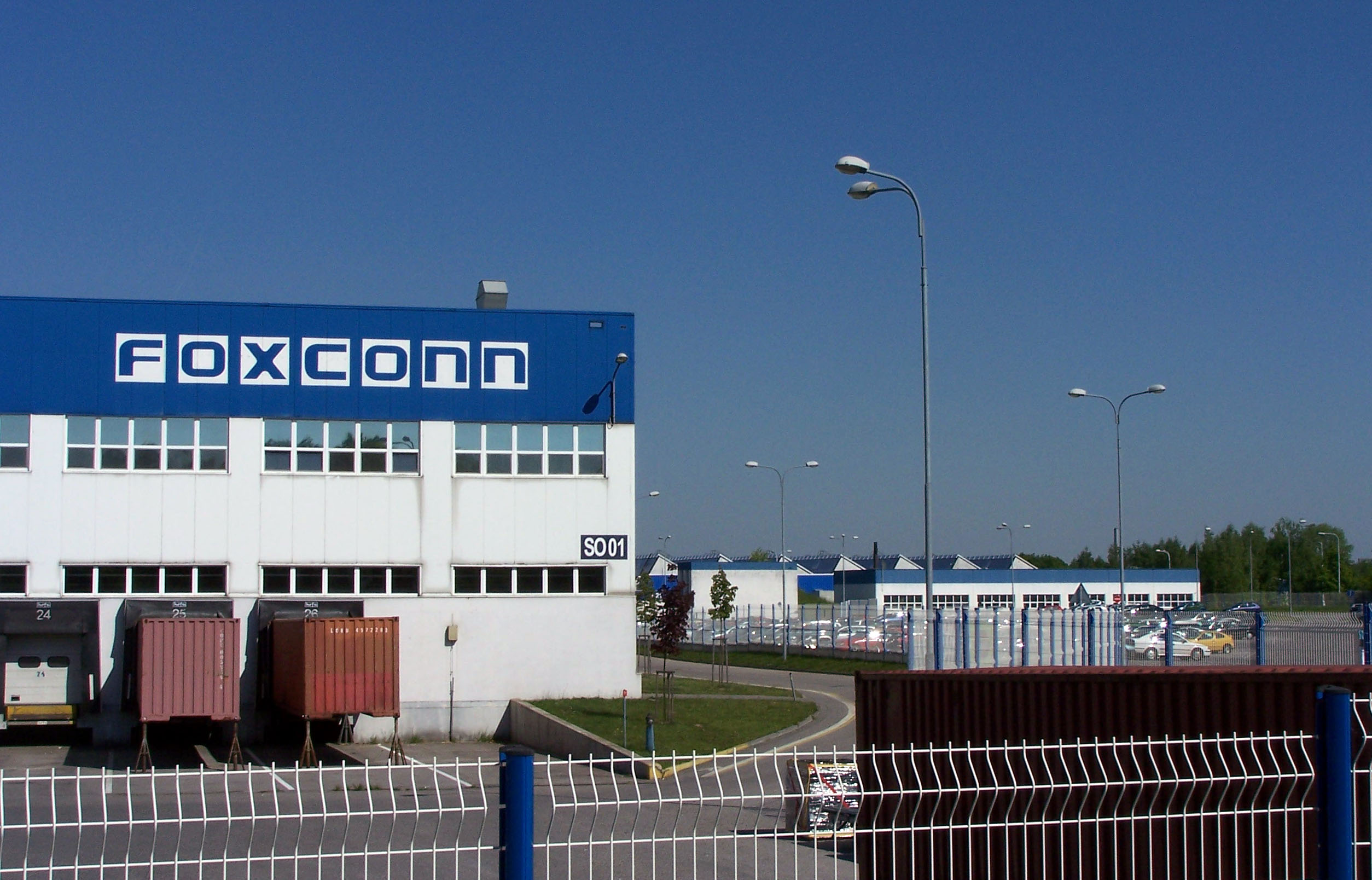
臺灣鴻海科技集團位於捷克帕爾杜比采的工廠

根據中華民國經濟部投資審議司統計，截至2024年1月，捷克前往臺灣總投資金額為118萬美元，計有36件；臺商赴捷克總投資金額約2.17億美元，計有32件。是臺商前往欧洲联盟投資第7大投資國，次於德国、荷兰、匈牙利、意大利、法国、卢森堡；另根據捷克投資推廣局統計，臺商赴捷克總投資金額為12.42億美元，計有40件，為捷克創造超過1.8萬個工作機會。
1995年，臺商開始前往捷克投資，多為資通訊產業，包括鴻海科技集團、宏碁、華碩、英業達集團、緯創資通、和碩聯合科技、奇偶科技、正文科技、致伸科技、群光電子、達方電子等。2011年5月，臺灣等非歐盟國家國民可購買捷克農林地與房地产，目前已有臺商前往投資房地產。
| 大多數為設立後段組裝廠，組裝資通訊產品（如高階伺服器、噴墨印表機、電腦鍵盤等），以快速供應歐洲市場與節省關稅成本。 |
| 設立資通訊產品維修中心或客服中心。                                                                                 |
| 电动自行车組裝與汽車零組件。                                                                                       |
| 經營貿易（咖啡、威士忌等）與物流。                                                                                 |

台灣漢翔航空工業與捷克沃多喬迪航空合製Ae270商務飛機，首架飛機於1999年12月舉行出廠典禮。
2003年1月12日，成立捷克中華民國臺灣商會（Taiwan (R.O.C) Chamber of Commerce in the Czech Republic）。
鴻海在捷克設廠已超過20年，位居捷克前10大公司、第2大出口商。2015年7月，鴻海董事長郭台銘與捷克總理索布卡簽署合作備忘錄，成為推動工業4.0合作夥伴。針對生產自動化、汽車通訊、車用電子、大數據資料處理中心等，在捷克設立研發與設計中心，計劃在3年內投資25億捷克克朗（約1.1億美元）；鴻海亦與捷克主要頂尖大學合作，投資37億捷克克朗（約1.6億美元）於人力資源開發領域，可為捷克創造2,000個就業機會。2016年9月，鴻海與捷克KKCG集團合資成立的SafeDX大數據公司啟用。該公司股權已於2020年9月被鴻海全數收購，未來將積極發展新能源车等領域。
2022年10月，臺灣的中國輸出入銀行在捷克設立布拉格代表人辦事處，成為首家在捷克設處的臺灣本地銀行。合作金庫商業銀行代表人辦事處亦於11月開業。

### 交流
中華民國與捷克的科技交流是中歐國家中最早的，自1991年蘇聯解體後即開始接觸。2006年10月，行政院國家科學委員會設立駐捷克代表處科技組，並兼轄數個中東歐國家。2007年，舉辦首屆台捷科技日，至2019年已舉辦第六屆。
目前尚有舉辦臺捷次长級經技諮商會議，至2023年已舉辦第6屆；臺捷經濟合作會議，至2023年已舉辦第18屆。
每年3月，台灣區電機電子工業同業公會（電電公會）均組團前往捷克第2大城布爾諾參加捷克國際電機電子展，該展是中、東歐最大商展。
2022年10月，捷克布爾諾國際工業展開幕，捷克總理費亞拉與工貿部長西克拉、交通部長庫普卡以及工、商總會理事長到臺灣館參觀，由駐捷克代表柯良叡等人接待，費亞拉表示，樂見捷臺在科技與教育領域推動合作。

## 文化
2023年1月，中華民國文化部設立駐捷克代表處文化組。

### 教育
中華民國教育部每年提供台灣獎學金給捷克大學部及研究所學生赴臺攻讀學位，以及華語文獎學金給捷克高中畢業以上年青人赴台灣的大學華語中心研習華語文，外交部每年則提供台灣獎助金給捷克大學助理教授、副教授、博士候選人前往台灣進行學術研究；捷克教育、青年暨體育部也提供台灣學生研習獎學金、斯拉夫研究夏令營獎學金。兩國的數十所大學亦簽署交流合作協議。截至2017年，台灣在捷克的留學生有120人；捷克在臺灣的留學生有35人。
2019年6月，成立非營利組織的捷克臺灣協會，致力於促進捷克臺僑個人與家庭的交流，並與中華民國政府合作設立捷克首間繁體中文學校、臺灣華語文學習中心，協助臺僑子女與外籍人士提升中文能力，以及對臺灣文化的認識與瞭解。

### 會展
2003年6月，台灣參加「布拉格劇場設計四年展」，但中華人民共和國堅持須更名為「台灣，中國」，未獲主辦單位接受，其代表於參展後提前離去，中華人民共和國大使館並赴捷克外交部及文化部抗議。
2005年6月，與國立臺灣博物館合作，在捷克國家博物館展出《千面福爾摩沙—臺灣的自然與傳統》特展。
2007年11月，與捷克國家博物館合作，在國立臺灣博物館展出《波希米亞偶的家－捷克懸絲偶戲展》。
2009年2月，《捷克珍寶－影像聚珍》特展於國立台灣博物館展出。
2011年6月，捷克新藝術運動代表人物－慕夏的作品於台北國立故宮博物院及高雄美術館展出《慕夏大展－新藝術．烏托邦》。
2014年12月，布拉格亞洲影展舉辦台灣電影專題，放映《南方小羊牧場》、《白米炸彈客》、《行動代號：孫中山》、《冰毒》、《共犯》、《迴光奏鳴曲》等6部影片。其中，《行動代號：孫中山》獲選為開幕片。
2019年3月，布拉格市長賀吉普、維索基納州長別侯內克、布爾諾副市長科拉奇尼，以及南波希米亚州、中波希米亚州、利贝雷茨州副州長等近80人前往臺灣出席「臺北智慧城市展」，並設置捷克國家館。
2021年12月，《永恆慕夏－線條的魔術》特展於中正紀念堂展出。
2024年6月，《捷克城堡與堡邸》特展於國立臺灣博物館展出。
2025年9月，國立故宮博物院文物首度赴捷克展出，於捷克國家博物館展覽名為《故宮文物百選及其故事》，展品包括翠玉白菜、清院本清明上河圖等百餘件。

### 觀光
前往捷克的觀光客主要來自歐洲，亞洲部分則以日本、韓國、臺灣、中國大陸為主。中國大陸與韓國有直航客機飛往捷克，臺灣亦於2023年7月18日開航捷克，每週提供2個往返班次。根據布拉格城市旅遊局（Prague City Tourism）統計，截至2023年第三季，臺灣觀光客成長1,091%。
2019年8月，布拉格舉辦同志驕傲節（Prague Pride），身為亞洲第一個同性婚姻合法化的國家，中華民國也首度以駐捷克臺北經濟文化辦事處名義組團參與同志大遊行，在12個駐捷克外交使節團中，是唯一來自亞洲，約有30名台灣留學生和僑胞參與。

### 其他
2013年，李昂著作的《殺夫》及《迷園》、白先勇的《台北人》、黃春明的《兒子的大玩偶》、劉克襄的《小鼯鼠的看法》等書籍發行捷克文版本。
2014年10月，中華民國國家圖書館與捷克科學院亞非研究所簽署合作備忘錄，並成立全球第10個台灣漢學中心。
2022年9月，國立故宮博物院、國立臺灣博物館與捷克國家博物館締結為姐妹館。
2024年6月14日，捷克外交部在海外設置的第28所捷克中心—「捷克中心台北」（Czech Centre Taipei）正式成立，開幕酒會由中華民國副總統蕭美琴、外交部常務次長陳立國出席致詞，捷克由參議院副議長德拉霍斯（Jiří Drahoš）、駐台代表史坦格（David Steinke）、捷克中心執行長約克娃（Jitka Pánek Jurková）以及首任捷克中心台北主任馬凱棠（Markéta Záhumenská）出席。

## 援助

### 天災
1997年7月，捷克發生嚴重水災，中華民國政府捐贈2萬美元協助賑災。
2002年8月，捷克發生百年洪災，中華民國總統陳水扁、行政院長游錫堃分別致電捷克總統哈維爾、總理什皮德拉表達慰問，中華民國政府並捐贈10萬美元協助賑災。
2013年，中華民國政府捐贈捷克People in Need基金會5萬美元，協助在6月發生的捷克洪災重建。

### 疾病
2020年4月1日，對於2019冠状病毒病疫情在全球擴散，中華民國總統蔡英文宣布捐贈1,000萬片口罩給疫情嚴重的國家。外交部指出，其中700萬片給捷克在內的9個欧洲联盟成员国以及瑞士與英國、300萬片給美國、100萬片給中華民國的邦交國。對於台灣另捐贈呼吸器等醫療物資給捷克，捷克外交部長佩崔切克表示謝意，布拉格市長賀吉普並稱讚台灣是患難見真情的朋友。同日，雙方駐處發表《台捷防疫合作聯合聲明》。8日，賀吉普將印有中華民國與捷克国旗，並寫上「來自台灣的問候，送給我們在捷克的英雄」字樣的部分呼吸器箱子，親自轉交給布拉格皇家維諾赫拉迪大學醫院院長阿倫伯格。16日，捷克眾議院舉辦口罩捐贈儀式，由議長馮德拉切克主持，並在Facebook發文感謝台灣。6月4日，捷克部分政黨在眾議院提案，要求通過決議對於台灣的援助表達感謝，但另一派的政黨拒絕支持，因此「感謝台灣」提案未能通過。
2021年3月11日，中華民國與捷克以「政府對政府」的合作模式捐贈捷克政府自动化高階口罩生產線供防疫之用，由中華民國外交部長吳釗燮與捷克參議院議長韋德齊共同主持線上啟用儀式並剪綵，捷克工業暨貿易部次長Martina Tauberová代表政府接收並表示感謝。
2021年7月26日，捷克政府的內閣會議決定將捐贈疫苗給包括台灣在內的12個國家，其中台灣將獲贈3萬劑疫苗，藉此回報台灣在疫情期間捐贈口罩及口罩機等防疫物資來協助捷克防疫，為繼立陶宛在6月22日宣布捐贈2萬劑AZ疫苗、斯洛伐克在7月15日宣布捐贈1萬劑疫苗之後，第三個宣布贈台疫苗的歐盟成員國。8月29日，捷克捐贈的3萬劑莫德納疫苗運抵臺灣。

### 保育
2022年4月，臺灣臺北市立動物園將一對穿山甲果寶（雄）與潤喉糖（雌）借殖捷克布拉格動物園。2023年2月產下小松果（Šiška，雌），2024年7月又產下一隻雌性穿山甲，成為在歐洲誕生的第1、2隻穿山甲。

## 司法

### 犯罪事件
2018年1月，捷克警方根據中華人民共和國（以下簡稱對岸）向國際刑警組織申請的紅色通報，於首都布拉格市郊逮捕8名涉及跨國電信詐騙的中華民國籍嫌犯，其利用網路電話向對岸民眾詐騙達100萬歐元（約新台幣3,500萬）。對岸向捷克提出引渡受審的要求，捷克高等法院採信對岸「公平審判」和「不判死刑」的保證，於2019年6月裁定將嫌犯遣送至對岸。嫌犯委請辯護律師向捷克有關部門提出後續救濟。7月，捷克內政部長哈瑪謝克透過Twitter證實，這些嫌犯將得到「輔助性保護」。此舉等於回絕對岸的引渡要求，反駁法院先前的裁定，辯護律師說，捷克政府相信他們在對岸將受到非人道待遇。

## 協定
| 日期                                                         | 簽署 | 備註            |
| ------------------------------------------------------------ | --- | --------------- |
| 1930年2月12日                                                | 《中捷友好通商條約》 |                 |
| 1991年5月26日                                                | 《台北國家科學委員會與布拉格國家科學院間科學合作協定》 |                 |
| 1991年6月28日                                                | 《中華民國台灣郵政總局與捷克暨斯洛代克聯邦共和國郵政總局間國際快捷郵件協定》 |                 |
| 1993年9月24日                                                | 《中華民國國家科學委員會與捷克共和國國家科學院科學合作協定》 |                 |
| 1995年10月4日                                                | 《臺北投資業務處與布拉格投資署間合作協定》 |                 |
| 1995年10月5日                                                | 《臺北商品檢驗局與布拉格標準量測檢驗局間瞭解備忘錄》 |                 |
| 1996年9月20日                                                | 《中華民國原子能委員會核能研究所與捷克共和國核子研究所間合作瞭解備忘錄》 |                 |
| 1998年3月2日                                                 | 《中華民國關稅總局暨捷克共和國關稅總局關務合作備忘錄》 |                 |
| 2001年1月31日                                                | 《台北標準檢驗局與捷克布拉格標準量測檢驗局間瞭解備忘錄》 |                 |
| 2008年11月3日                                                | 《臺灣行政院國家科學委員會與捷克科學基金會間研究合作瞭解備忘錄》 | [ 註 11 ]       |
| 2010年5月5日                                                 | 《臺捷（捷克）電子化政府合作備忘錄》 | [ 註 12 ]       |
| 2010年9月                                                    | 《台捷科技合作意向書》 | [ 註 13 ]       |
| 2010年9月3日                                                 | 《中華民國行政院國家科學委員會與捷克共和國技術署資訊交換合作瞭解備忘錄》 |                 |
| 2010年9月13日                                                | 《臺灣智慧財產局與捷克工業財產局間合作瞭解備忘錄》 |                 |
| 2011年9月6日                                                 | 《中華民國國家通訊傳播委員會與捷克共和國捷克電信辦公室電信合作瞭解備忘錄》 |                 |
| 2012年1月25日                                                | 《中華民國行政院國家科學委員會與捷克共和國教育、青年暨體育部科技合作瞭解備忘錄》 |                 |
| 2013年1月18日                                                | 《中華民國原子能委員會與捷克共和國國家核能安全署核能合作瞭解備忘錄》 |                 |
| 2013年6月24日                                                | 《台捷雙邊創新研發合作備忘錄》 | [ 註 14 ]       |
| 2015年12月28日                                               | 《駐捷克台北經濟文化辦事處與駐台北捷克經濟文化辦事處青年度假打工備忘錄》 |                 |
| 2016年5月3日                                                 | 《駐捷克台北經濟文化辦事處與駐臺北捷克經濟文化辦事處教育合作共同聲明》 | [ 168 ]         |
| 2016年6月29日                                                | 《「臺灣科技部與捷克科學院科學合作協定」暨「臺灣科技部與捷克科學院科學合作協定之2017-2018議定書」》 |                 |
| 2017年10月17日                                               | 《臺捷纺织业合作備忘錄》 | [ 註 15 ]       |
| 2017年12月12日                                               | 《台捷避免所得稅雙重課稅及防杜逃稅協定》 | [ 註 16 ]       |
| 2019年3月                                                    | 《臺捷企業創新研發合作參考規約》 | [ 130 ]         |
| 2019年5月                                                    | 《科技部與捷克科學院人員互訪合作議定書》 《國立清華大學人工智能製造系統研究中心與捷克科技大學網路資訊與机器人中心合作備忘錄》 | [ 130 ]         |
| 2020年1月13日                                                | 《臺北市與布拉格市締結姊妹市協定》 | [ 註 17 ]       |
| 2020年4月1日                                                 | 《台捷抗疫合作聯合聲明》 | [ 註 18 ]       |
| 2020年8月31日                                                | 《亞洲·矽谷計畫執行中心與捷克科技先進區智慧城市與AIoT交流合作備忘錄》 《數位時代與捷台商會創新創業合作備忘錄》 《精密機械研究發展中心與捷台商會智慧機械合作備忘錄》                                                                                                  | [ 註 19 ]       |
| 2020年12月                                                   | 《中華民國對外貿易發展協會與捷臺商會合作備忘錄》 | [ 130 ]         |
| 2021年10月25日                                               | 《臺灣太空產業發展協會與捷克太空產業聯盟合作備忘錄》 《工業技術研究院與捷克科學院物理化學所觸媒技術合作備忘錄》 《工業技術研究院與捷克科學院熱力所綠色能源備忘錄》 《精密機械研究發展中心與捷克理工大學智慧機械合作備忘錄》 《資訊工業策進會與維索基納州合作備忘錄》 | [ 130 ] [ 174 ] |
| 2022年9月23日                                                | 《臺捷半导体科技合作備忘錄》 《臺捷教育合作備忘錄》 | [ 149 ]         |
| 2025年6月28日                                                | 《臺捷有關建立促進乌克兰關鍵基础设施能量夥伴關係瞭解備忘錄》 | [ 註 20 ]       |
| 截至2016年，台灣有37所大學與捷克的24所大學簽署交流合作協議。 | 截至2016年，台灣有37所大學與捷克的24所大學簽署交流合作協議。 | [ 50 ]          |

## 簽證

持中華民國護照的中華民國國民簽證要求分布圖：入境捷克可以「申根區免簽證」。

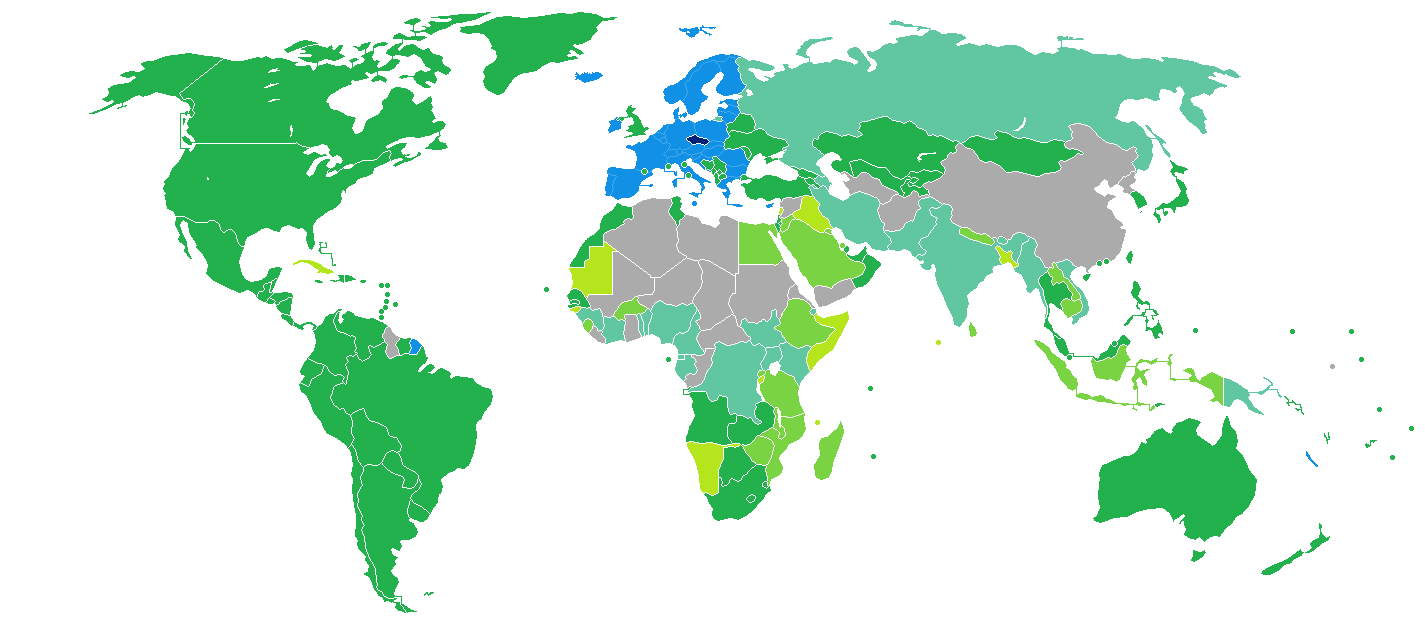
持歐盟的捷克護照之捷克國民簽證要求分布圖：入境中華民國可以免簽證。

歐洲申根區給予持有載明身分證字號的中華民國護照之中華民國國民可以申根區免簽證入境，停留日數與申根區合併計算，每6個月期間內總計可停留90天。經捷克轉機至申根區亦可免簽證。
捷克國民持有歐盟護照者也可以免簽證的方式入境中華民國，停留最多90天。
此外，兩國每年皆提供特定名額的18－26歲青年為期1年的度假打工簽證（皆必須未曾取得此種簽證）。

## 交通

### 航空

#### 客運
2023年7月18日，兩國通航，每週兩班往返，由A350執飛。7月30日，持中華民國護照並搭乘直航班機入出境布拉格，可使用機場自動查驗通關系統（E-Gate）。
雙邊航班來往的城市如下（截至2023年7月6日）：
| 中華民國 | 捷克               |
| -------- | ------------------ |
| 臺北     | 布拉格（中華航空） |

### 駕車
持有中華民國國際駕駛執照可在捷克駕車。

## 外部連結
| - 中華民國外交部－捷克共和國簡介 （页面存档备份，存于） - 駐捷克台北經濟文化辦事處（Facebook、Twitter、科技組） - 外交部領事事務局－國外旅遊警示分級表 - 中華民國衛生福利部－國際旅遊疫情建議等級 - 中華民國國際經濟合作協會 （页面存档备份，存于） - 捷克中華民國臺灣商會 | - 捷克經濟文化辦事處（Facebook） - 捷克臺灣協會（Facebook） |